# 全日本自治団体労働組合秋田県本部
全日本自治団体労働組合秋田県本部（ぜんにほんじちだんたいろうどうくみあいあきたけんほんぶ、略称：自治労秋田県本部（じちろうあきたけんほんぶ））は、全日本自治団体労働組合（自治労）の秋田県における地方組織である。

## 概要
2016年時点では、秋田県及び同県内の市町村、関係公営企業・公社、自治体より一部業務を委託されている民間企業の職員で組織されている労働組合が加盟している。2012年時点での組合員数は約11,330人。全日本自治団体労働組合の地方組織として、連合秋田に加盟している。主に社民党を支持しており、第46回衆議院議員総選挙では「社民党との『3者共闘』を壊した民主党県連への反発は強い」として社民党が候補を立てている選挙区以外では日本未来の党（旧・国民の生活が第一）の候補を支持した。

## 主な歴代委員長
- 高橋久也 - 元秋田県議会議員[3]
- 小林悟[4]